# Miron Ignat
Miron Ignat (n. 24 august 1941, Ghindărești, România – d. 14 august 2018, București, România) a fost un politician român de etnie ruso-lipoveană, reprezentant al acestei minorități în Parlamentul României din 2000 până în 2018.

## Activitate politică
Într-un interviu acordat agenției ruse de presă TASS, Ignat a declarat că „românii [îi] invidiază [pe rușii lipoveni]. Doar lipovenii sunt muncitori. La noi, casele sunt frumoase, peste tot este curat, satele sunt îngrijite. În satele lipovene nu este nicio curte fără baie, pe când românii se spală în troacă”. afirmații etichetate într-un titlu din ziarul România Liberă ca fiind „jigniri grave”. În presa românească, au mai fost criticate și afirmațiile făcute în același interviu cum că Parlamentul nu este dominat de „persoane cu viziuni pro-occidentale” și că „[România] ar trebui să fie prieten[ă] cu Rusia”, (în condițiile în care la acea dată Rusia era sub sancțiunile Uniunii Europene pentru încălcarea suveranității Ucrainei). Tudor Afanasov, președinte al Asociației Camera de Cooperare Economică și Culturală Româno-Rusă și colegul său din Comunitatea Rușilor Lipoveni din România a ținut să se delimiteze, împreună cu alți membri ai comunității, de afirmațiile lui Ignat.
În cadrul activității sale parlamentare, Miron Ignat a fost membru în următoarele grupuri parlamentare de prietenie:
- în legislatura 2004-2008: Republica Belarus, Regatul Belgiei, Federația Rusă;
- în legislatura 2008-2012: Republica Belarus, Georgia, Federația Rusă;
- în legislatura 2012-2016: Republica Belarus, Mongolia, Federația Rusă;
- în legislatura 2016-2020: Republica Belarus, Federația Rusă.

## Legături externe
- Sinteza activitatii parlamentare în legislatura 2012-2016 Arhivat în 27 februarie 2024, la Wayback Machine.